# Bebidas alcoólicas caseiras no mundo
Moonshine é um termo genérico, em inglês, para bebidas alcoólicas destiladas que são feitas, em todo o mundo, a partir de ingredientes naturais, refletindo os costumes, gostos e as matérias-primas para a fermentação disponíveis em cada região. O termo geralmente se aplica a uma pequena escala de produção, que é, por vezes, ilegais ou regulados em muitos países.

## Países

### Afeganistão
Zarbali é um bebida alcoólica caseira de alambique, um tipo de bebida alcoólica destilada supostamente feito a partir da fermentação de uvas.

### Albânia
Na Albânia, uma bebida alcoólica caseira (Raki) é a principal bebida alcoólica consumida diariamente. Ele é feito a partir de frutas diferentes, geralmente uvas, mas também ameixas, maçãs, amoras, cereja da cornalina, pés de morango, amora, caqui, figo, juniperus e nozes.

### Armênia
O armênio nome para bebida alcoólica caseira  é oghee. A produção de oghee é generalizada na Armênia. Bebidas alcoólicas caseiras de amora brancas, uva, cereja de cornalina, ameixa e damasco são especialmente populares, particularmente no campo.
A palavra árabe Araq (Arak) é derivado da palavra em Sânscrito Arca (ou Urk), o que significa destilado.

### Austrália
Destilação de álcool requer uma licença na Austrália. A venda de alambique e outros aparelhos de destilação de equipamentos, incluindo as leveduras, aromatizantes e outros ingredientes específicos para destilação, é legal.
Após a II Guerra Mundial, houve a imigração em grande escala a partir de Itália, com muitos imigrantes de assentamento em áreas de irrigação com pomares e vinhas. Muitos dos imigrantes fez vinho, para seu uso próprio, o que era perfeitamente legal. No entanto, alguns deles reunidos e fermentada de restos de peles da uva, sementes e caules para destilar grappa caseiro. Por causa do sementes e caules lenhosos, o licor bruto acaba tendo um pouco de metanol; e há alguns incidentes de intoxicação, às vezes, em grandes partes, por destiladores que não descarte a cabeça (e a primeira parte de sua água de condensação).
Assim, a ampla e significava quantidade de mortes em casas de destilação tem diminuído muito com as gerações posteriores, e com a consolidação da agricultura.

### Bósnia e Herzegovina
Na Bósnia, a destilação caseira de ameixa rakia/šljivovica é comum (ameixa = šljiva). Os bósnios têm uma longa tradição na confecção de ameixa rakia e muitas vezes é feita por indivíduos, com algumas marcas superiores a 60% de álcool.

### Brasil
O Brasil tem uma longa tradição de casa de destilação, especialmente nas áreas rurais. Artesanal de licores (especialmente da cachaça feita em pequenas propriedades), tendem a ser de boa qualidade e são apreciados pelos colecionadores.
Uma forma que pode ser qualificado como bebida alcoólica caseira é conhecido como Maria Louca . Esta  aguardente é feita em cadeias por prisioneiros. Pode ser feita a partir de diversos cereais, variando de grãos de arroz ou qualquer coisa que possa ser convertido em álcool, seja ele de cascas de frutas ou doces, usando artefatos e equipamentos ilegais e improvisados.

### Bulgária
O Destilado nacional na Bulgária é chamado de "rakia" [ракия]. É geralmente feito a partir de uvas, mas outras frutas que são utilizados, bem como a ameixa (Slivovica), damasco, maçã, pêra, framboesa, ou pêssego. Rakia é a bebida mais popular na Bulgária, junto com o vinho. Como o vinho, ele é muitas vezes produzidos por moradores, em uma comunidade de propriedade (pública), ou no mais simples dispositivos em casa. Caseiro rakia é considerado de melhor qualidade e mais "seguro" do que rakia feitos em fábricas, uma vez que havia, especialmente durante a década de 1990 teve muitas versões ilegais desses produtos à venda. Por tradição, a destilação de uma certa quantidade de rakia para uso doméstico tem sido livre de impostos. com a entrada da Bulgária na União Europeia em 2007, foram as decisões de governo para aumentar os impostos sobre as aguardentes caseiras. Isso levou a protestos no final de 2006 e início de 2007. Com respeito às tradições locais, há um pequeno risco que os fabricantes de realmente ter de pagar os novos impostos. Em búlgaro tradição, beber rakia é acompanhado por comer pratos leves (chamado . [мезе]), geralmente, algum tipo de salada, por exemplo, Shopska salada. Rakia também tem muitos usos na medicina popular.

### Birmânia
Na Birmânia (Mianmar), tem várias formas de bebidas destiladas caseiras. Embora seja ilegal, a bebida alcoólica caseira tem participação majoritária no mercado do álcool, especialmente nas áreas rurais do país. No campo, bebida alcoólica caseira participa do mercado de bebidas com o que alguns chamam de vinho de palma.

### Camarões
Arki odongtol ou mfofo é o Camarões bebida alcoólica caseira. Ele tem um teor de álcool de 80%.

### Canadá
Os nomes comuns no Canadá de bebidas destiladas caseiras são o "Shine" (Bagosse em francês) ou "Screech" (o que normalmente se refere a um rum em vez de um uísque) na Terra nova; em Manitoba, o termo home-brew é também comum. Dois produtos com permissão que são comercializados como destilado ou aguardente são o Myriad View Artisan Distillery Strait Shine e Newfoundland Screech.

### Colômbia
Na Colômbia bebida alcoólica caseira é chamado de "Tapetusa" ou "Chirrinchi" e é ilegal. No entanto, é muito popular em algumas regiões e tem sido tradicional por centenas de anos. O custo de tapetusa é uma fração da tributação legal de bebidas alcoólicas. Os aborígenes usada para fazer a sua própria versão da bebida alcoólica chamada "Chicha", que é de antes da chegada dos Europeus. A Chicha é geralmente feito de milho, que é mastigada e cuspida em um recipiente de barro que, em seguida, será enterrado por algum tempo (semanas). O último é um tipo especial de bebidas alcoólicas, e semelhante ao que foi feito por Índios Chilenos (Mapuches), mas no Chile a versão legalizada da Chicha, é feito de maçãs fermentadas e é vendido no período de setembro.
Na costa do Caribe, há um destilado chamado "Cococho", uma Aguardente famoso pelos numerosos de casos de cegueira devido à adição de metanol.
Na costa caribenha da Colômbia, a tribo Wayuu produz chirrinche para o consumo local e o comércio com os turistas. Chirrinche é muito forte, e muitas vezes produz uma severa ressaca. [carece de fontes?]

### Costa Rica
Na Costa Rica é chamado de Guaro de Contrabando, o que significa licor de contrabando. Também conhecido como chirrite, pode ser feita a partir de qualquer tipo de fermentado do fruto da "manzana de agua" (Maça (rosa) Malaio) de abacaxi.

### Croácia
A tradição, na Croácia, é semelhante à Bósnia e é também chamado de "rakija" e é feito de várias frutas. Cada fruta tem sua própria qualidade. Mais comuns de frutas para a produção de "rakija" é ameixa, devido a sua alta porcentagem de açúcar de fruta que normalmente é melhor do que o açúcar industrial, uma vez que o produto final deve conter nada de metanol. Ele também pode ser feito a partir do vinho e da uva, quando ele é chamado de "Lozovača". Em algumas partes da Croácia ervas são colocadas em "Lozovača", que eles chamam de "Travarica" e é dito que ele poderia curar dores de estômago e doenças diversas. Este tipo de aguardente de produção é muito comum na cultura croata e foi totalmente legalizada antes de adesão da Croácia à UE em 1 de julho de 2013, quando certas restrições foram impostas.

### Cuba
Em Cuba, gualfarina ou gualfara é um tipo de destilado que é feito em casas ilegalmente. Seus ingredientes principais são o açúcar e o fermento, e seu sabor não é muito agradável. Na produção de gualfarina, a maioria das pessoas usa o mesmo álcool usado em hospitais para curar feridas, etc. O termo "gualfarina" é considerado por muitos a vir da palavra warfarina (varfarina em inglês), um anticoagulante. [carece de fontes?]

### Chipre
No Chipre, uma tradicional bebida é feita a partir da destilação de uvas, conhecido como zivania.

### República Checa
O licor Checo é tradicionalmente feita a partir da destilação de ameixas e é conhecido como"slivovice' (pronuncia-se "slivovitze"), ou "meruňkovice", feito a partir de damascos. Tradicionalmente produzidos em garagens e caves, hoje em dia é também produzido por especialista destiladores. Ele é encontrado principalmente na região da Morávia, e é muito popular em festas, incluindo casamentos. Checa destiladores também oferecemos um serviço para destilar seu próprio purê de frutas para você, mas eles cobram muito, em cima dos impostos. Checa gíria para este tipo de informalmente produzido o álcool é "pálenka."

### República democrática do Congo

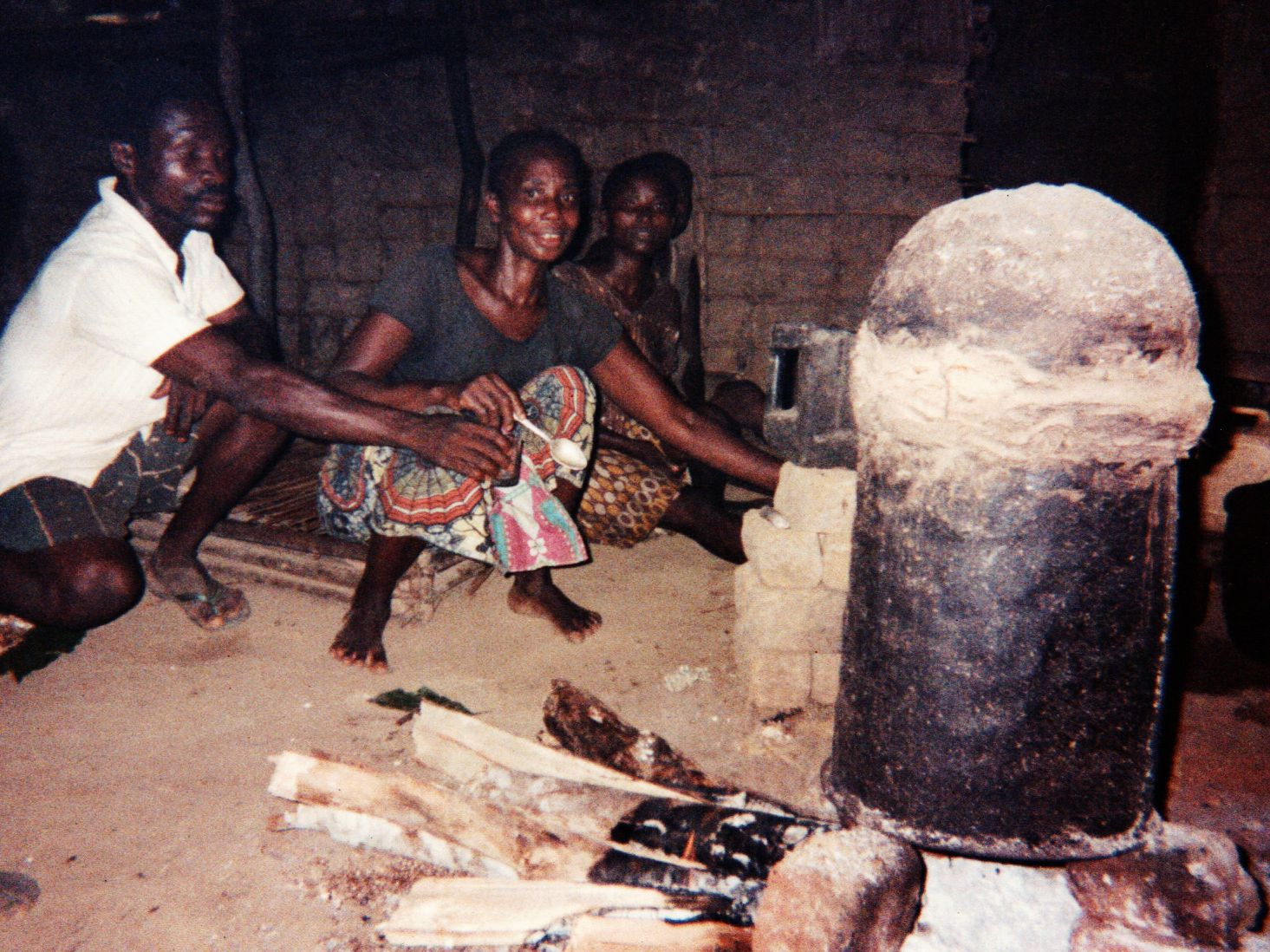
Lotoko ser feita a partir do milho, em uma improvisada a partir de um tambor de óleo. – República democrática do Congo

Whiskey de milho caseiro ou o whiskey de mandioca é conhecido como lotoko na RDC.
Lotoko é geralmente feita a partir de milho, mas, às vezes, feita de mandioca ou banana. Chefes de milho são cortados e cozidos em um mosto seguida, que é fermentado e destilado usando alambiques feitos a partir de cortado de tambores de óleo. Por causa do núcleo de espigas de milho, o álcool produzido contém altos níveis de metanol , que é tóxico.
Apesar de oficialmente banido, por causa de seu alto teor de álcool (mais de 50%), a sua produção é generalizada na República Democrática do Congo.

Lotoko feito de mandioca ou banana não ter o mesmo metanol risco.

### Dinamarca
Na Dinamarca, bebida alcoólica caseira é referido como hjemmebrændt (lit.: casa queimada, que é a casa de água destilada). Na Dinamarca, um imposto de licença é necessária para a fabricação de espíritos acima de 14%. A pena para a fabricação ilegal de espíritos é uma grande multa ou prisão e confisco do espírito-à fabricação de equipamentos. Mesmo a posse de fabricação ou de destilado equipamento é um ato criminoso. A importação de qualquer equipamento que pode ser usado para que o espírito de destilação é suposto para ser relatado às autoridades.

### República Dominicana
Na República Dominicana, bebida alcoólica caseira é chamado cleren em cidades perto da fronteira com o Haiti e pitrinche no leste cidades. Ele é feito de açúcar ou de fermentado de cana-de-açúcar. Sua produção é ilegal, mas a lei é raramente aplicada. Outra forma é berunte, fermentada a partir do milho (que é o mais comum), arroz, melão, abacaxi ou de trigo.

### Equador
No Equador, bebida alcoólica caseira é muitas vezes destilada de cana-de-açúcar, e referido como Puro, espanhol puro, ou trago de espanhol verbo tragar, para engolir. Algumas pessoas se referem a ele como Puntas (Dicas) é também conhecido como "fuerte" ou forte. Muitas vezes é colocado em recipientes de vidro com frutas. Um popular de preparação de mistura do álcool com caldo de cana de açúcar e suco de limão.

### Inglaterra
Na Inglaterra, um imposto de licença é necessária para a fabricação de espíritos, por qualquer meio. A pena para "bebida alcoólica caseira" (=ilegais fabricado espíritos) é uma multa de até £ 1.000 (hum mil libras)e apreensão do espírito, tornando o equipamento.

### Estónia
Na Estónia o bebida alcoólica caseira é referido como puskar, samagonn, samakas ou metsakohin e é geralmente feita a partir de batatas ou de centeio.
Finlandês bebida alcoólica caseira, pontikka, é feito em casa vodka, geralmente feita a partir de qualquer fermentável hidratos de carbono, a maioria comumente de grãos, açúcar ou de batata, feito em kilju e destilada, idealmente três vezes (kolmasti kirkastettu). É dito que o nome pontikka surgiu devido à má qualidade do vinho francês a partir de Pontacq. Outros nomes são ponu (uma abreviação de pontikka), ponantsa (um trocadilho com Bonanza), kotipolttoinen (casa-queimado), tuliliemi (fogo molho), korpiroju (wildwood lixo), ou korpikuusen kyyneleet (lágrimas de wildwood spruce) como fotos, muitas vezes, estão localizados em locais remotos. Na Finlândia, o sueco, o termo mais comum é moscha, derivado do inglês "bebida alcoólica caseira", como o termo foi usado pela primeira vez por emigrantes que haviam retornado para casa da América. [carece de fontes?] Casa de destilação foi proibido em 1866, mas foi, no entanto, amplamente praticada. Fabricação de destilados caseiros foi impulsionado pela proibição, na Finlândia, em 1919-32, mas mesmo que o álcool foi legalizado, de alta dos impostos especiais de consumo ainda eram cobrados sobre ele e várias restrições estavam no local. No entanto, nos últimos anos, a mudança estrutural da zona rural da Finlândia, as alterações em finlandês álcool política devido à adesão à UE, o aumento dos padrões de vida e a disponibilidade de mais barato legal, licores, causada por reduzir a impostos especiais de consumo e a abolição de específicas restrições à importação de Estônia, fizeram fazer pontikka uma raridade, e já é considerado um sério problema de política.
Não ter licença de fabricação de destilados é tecnicamente ilegal na Finlândia, mas muitas vezes é considerada como um desafio ou um hobby. Na prática, a acusação segue-se as autoridades tornar-se ciente de que o produto está sendo vendido. A maioria dos finlandeses bebida alcoólica caseiras uso simples alambiques e destilação flash. Alguns têm construído sofisticado refluxo ou rock alambiques para a destilação fracionada, contendo placa de colunas ou embalado colunas, com refluxo de enchimento componentes de anéis de Raschig, esmagado de vidro, nozes, vidro pelotas ou lã de aço. A cidade de Kitee, é o mais famoso finlandês "bebida alcoólica caseira-cidade". Embora, por definição, ilegal, bebidas produzidas pelo mesmo processo são legalmente disponíveis: uma marca de vodka chamado "Kiteen kirkas" ("Kitee Claro") está disponível comercialmente e Helsínquia Destilação Empresa também produz "mar-espinheiro pontikka".

### França
Eau de vie, gnôle, goutte, lambic, fino, ou mais genericamente o simples nome da fruta que eles foram destilada – poire (Pêra), ameixa (Ameixa), mirabelle (Mirabelle) – existe uma grande variedade de termos em francês para falar do forte de álcool, o que também reflete a grande variedade de receitas e ingredientes para fazê-los. Há fortes tradições locais, dependendo do províncias: lambic ou calvados é destilada a partir de cidra na Bretanha e na Normandia, mirabelle, podar, e kirsch são produzidos principalmente no Oriente (Alsácia, Lorena, Borgonha, Champagne), e todos os produtores de vinho da região tem, em certa medida, uma tradição de fazer aguardente, sendo o mais famoso Cognac e Armagnac.
Não ter licença de fabricação de destilados foi tolerada na França até o final da década de 1950. Desde 1959, o direito não pode ser transferido para descendentes, e apenas alguns bouileur de cru [fr] (também conhecidos como alambiques) ainda estão no exercício do seu direito. Possuir um registrados pomar de frutas ou de uma vinha, ainda dá o direito de ter a produção de água destilada, mas não é mais livre, e um licenciado destilador deve ser utilizado. O consumo de quantidades a 7,50 € por litro de álcool puro para os primeiros 10 litros, e 14.50 € por litro, acima do limite.

### Geórgia
Na Geórgia, a tradicional uva bebida alcoólica caseira é chamado de chacha. Recentemente, com modernizados, destilação e envelhecimento, tecnologia, chacha é promovido como "georgiano brandy" ou "georgiano vodka", e é comparada com a grappa.

### Alemanha
Na Alemanha, bebida alcoólica caseira é chamado Schwarzgebrannter. O termo é muitas vezes traduzido como "preto de queimado", pois a palavra schwarz significa preto, mas, neste caso, schwarz meios ilegais (como no mercado negro). Uma tradução mais exata é "ilegal licor destilado". Geralmente, casa de destilação de álcool é ilegal na Alemanha, e até mesmo o uso de muito pequenos alambiques de até meio litro (500 ml) de capacidade é ilegal desde janeiro de 2018. Tais fotografias foram utilizados apenas por amadores até essa data. A posse de um tal ainda não é ilegal, mas a sua utilização tem desde janeiro de 2018. A propriedade de maior stills deve ser notificada para as autoridades fiscais, caso contrário, é ilegal, e o uso das fotografias requer uma licença. O mercado alemão de bebida alcoólica caseira é limitada, em parte porque o legal de álcool no sangue é de barata, comparada à maioria dos países Europeus e, em parte, porque os controles são geralmente eficaz. Alemão-destilada álcool é, na maioria dos casos, um tipo de tradicional alemã schnapps, muitas vezes, um tipo de aguardente de fruta. Há muitos legal e muitas vezes muito pequenas destilarias, na Alemanha. A maioria dessas pequenas destilarias estão localizadas no Sul da Alemanha, localizado em fazendas e-destilarias. Esses produtores de bebidas destiladas são chamados abfindungsbrennerei e o funcionamento destas pequenas destilarias requer um tipo especial de licença. O número de tais licenças é limitado e é difícil de obter, uma vez que na maioria dos casos, todas as cartas estão em uso. Um abfindungsbrennerei só é permitido para produzir uma quantidade limitada de álcool puro por ano, e a operação ainda está limitada a alguns meses do ano. Há um controle rigoroso dessas limitações. Os produtos de uma abfindungsbrennerei, apesar de, em muitos casos, home-destilada, não são considerados schwarzgebrannter, uma vez que eles são tributados e legais.

### Gana
Cedi bebida alcoólica caseira é referido como akpeteshie, e é destilada a partir de palma, vinho ou suco de cana-de-açúcar. É também por vezes referido como apio ou simplesmente bebida quente.

### Grécia
Grego bebida alcoólica caseira é conhecido como tsipouro (grego: τσίπουρο) ou raki (grego: ρακή). Na ilha de Creta é também conhecido como raki (grego: ρακή) ou tsikoudia (grego: τσικουδιά). Normalmente ela é feita a partir de bagaço de uvas. A melhor qualidade de raki (grego: ρακή) é feita a partir de bagas de uva. Há também erva-docecom sabor de tsipouro, geralmente feitos em Tessália (Tsipouro Tyrnavou) e também tsipouro (grego: τσίπουρο) feita a partir do grego Morango Árvore de frutos (em grego: κουμαριά), feita geralmente no Norte do Épiro.
Há jurídica comercial destilarias, mas privado fotos são bastante comuns, particularmente em áreas rurais. Casa destilada produtos geralmente são produzidos em quantidades limitadas, para o destillar uso pessoal e presentes para a família e amigos—muitos dos quais estão frequentemente presentes durante o processo de destilação. Casa destilada produtos não estão em concorrência direta com produtos comerciais, desde que o destilado não é, geralmente, vendido ou consumido em lugares públicos.

### Guatemala
O termo mais amplo para o Quetzal bebida alcoólica caseira é cusha. É popular nas grandes regiões do interior, onde é feito através da fermentação de frutas, particularmente para os Maias festividades. Se é proibido, ninguém está com a acusação de sua fabricação. Cusha é também um valioso para o xamã, que consumi-lo durante cerimônias de purificação e cuspir em seus "pacientes" com ele.

### Haiti
No Haiti bebida alcoólica caseira é chamado clairin. Ele é feito de açúcar ou de fermentado de cana-de-açúcar.

### Honduras
Em Honduras, bebida alcoólica caseira é comumente chamado de guaro. Normalmente é destilado a partir da cana-de-açúcar. Em cidades pequenas, muitas vezes, é vendido para fora da casa pelo produtor. Nas cidades e cidades maiores, você pode encontrá-lo onde outros licores são vendidos, geralmente em plástico de garrafas com rótulos de produtores locais.

### Hungria
Húngaro bebida alcoólica caseira é chamado házipálinka (pálinka é um espírito, házi significa "caseiro"). Ele é feito principalmente em áreas rurais, onde os ingredientes, geralmente, frutas, estão prontamente disponíveis. Nos tempos modernos, casa destilação era ilegal (desde os tempos medievais, era um privilégio da nobreza), como é constituída uma fraude fiscal, se não realizadas em uma destilaria licenciada, no entanto, ele foi, e é bastante difundida. Desde 2010, é legal para produzir pequenas quantidades (até 86 litros de 42% ABV por ano e por pessoa) házipálinka para uso pessoal (ie. para ser consumido por "o destilador, sua família e convidados") para uma pequena taxa anual. Comunidade destilarias também existe, operado por uma ou mais aldeias, para fazer a manutenção do equipamento rentável (em caso de alugou destilar tempo, no entanto, a cota é de 50 litros).
Porque os ingredientes são geralmente de boa qualidade, e o equipamento utilizado (embora, possivelmente, velho e obsoleto) é projetado para esta finalidade, a qualidade desses espíritos é geralmente maior do que a maioria dos outros bebida alcoólica caseira variedades; no entanto, a especialização é ainda necessária e cerveja de boa qualidade pálinka é geralmente uma fonte de prestígio nas comunidades, tornando assim a maioria dos bebida alcoólica caseirars cumprir as rigorosas regras de definição de pálinka. Devido a isso, házipálinka induzida por envenenamento por metanol é extremamente rara quando comparada a outros bebida alcoólica caseiras.

### Islândia
Islandês bebida alcoólica caseira (Landi) é destilada gambri ou landabrugg. Em grande parte é feita por amadores, devido à alta licor de impostos, mas costumava ser um grande negócio, durante a proibição. Devido à falta de cobertura natural e a condições climáticas adversas, a maioria dos "moonshining" atividade ocorre dentro de casa em um ambiente controlado. Apesar de batatas são as mais comuns constituinte de Islandês bebida alcoólica caseira, qualquer hidratos de carbono pode ser utilizado, incluindo o pão amanhecido. Landi é frequentemente consumida por pessoas que não podem comprar álcool, quer devido à sua jovem idade ou a distância mais próxima loja de álcool. [carece de fontes?]

### Índia
Produzido localmente bebida alcoólica caseira é conhecido na Índia como tharra. Ele é feito através da fermentação do mosto de bagaço de cana de açúcar em grandes recipientes esféricos feitos a partir impermeável cerâmica (terracota). No Sul da Índia, bebida alcoólica caseira é qualquer bebida alcoólica não fez em destilarias. Toddy e araçás não são sinônimos ou nomes indígenas para bebida alcoólica caseira licor. Toddy(ou taddy) é uma bebida alcoólica feita a partir da seiva de palmeiras, e araçás refere-se a espíritos fortes, feita tradicionalmente a partir da fermentação de sucos de fruta, e a seiva da árvore de palma. No estado Indiano de Goa, um produzidos localmente caju com sabor de bebida Feni é popular entre os habitantes locais e os turistas. São frequentes as mortes associadas com o consumo de falta de licores na Índia, tais como a bebida alcoólica tragédia na Bengala Ocidental, em dezembro de 2011.

### Indonésia
Araçás é comumente produzido como bebida alcoólica caseira, como assim, o que resultou em mortes de contaminantes.

### Iran
Arak (especialmente Aragh Sagi) feito a partir de vários tipos de base de frutas, licores, bem como do vinho é comumente produzido como bebida alcoólica caseira. Sua produção subterrânea práticas resultaram em mortes de contaminantes.
Também por causa do perigo de levar Arak do irã (como uma proibido beber no Islã) ou simplesmente a dificuldade de encontrá-lo, pura o Etanol feito de química usa o que aumenta a chance de intoxicação por álcool.

### Irlanda
Grãos ou de batata com base bebida alcoólica caseira feita ilegalmente na Irlanda é chamado poitín, ou poteen. O termo é um diminutivo da palavra pota 'pote'. Como em outros lugares, poteen é a base para o extenso folclore com o astuto hillsmen pitted contra o "imposto de consumo os homens" como na música, O Hackler de Grouse Hall. No passado, o provedor de fumaça em um isolado de encosta foi o que deu a poteen-criador de longe: em tempos modernos, esse risco foi removido pelo uso de gás engarrafado para o fogo clandestina ainda.

### Itália
Clandestina de destilação de álcool, normalmente, a partir de uvas que é chamado de grappa era comum em vez de pobres no nordeste da Itália, que ainda produz alguns dos melhores grappa no país, mas com maior controle sobre o fornecimento de equipamento de destilação de sua popularidade caiu. No entanto, a destilação de grappa ainda continua em áreas rurais da Itália, especialmente no sul, onde o controle sobre a destilação do equipamento não é tão rígida. Normalmente, as famílias produzem pequenas quantidades para consumo próprio e para presentes para os outros. Hoje em dia, o fornecimento de equipamentos de produção maior do que três litros é controlado, e qualquer coisa menor deve ostentar uma placa informando que bebida alcoólica caseira produção é ilegal.
Na ilha de Sardenha, ainda se pode encontrar variedades locais de grappa que são apelidadas de"filuferru', a pronúncia local para 'feito no ferro", o peculiar nome vem do fato de que grappa jarros e garrafas foram enterrados, para escondê-los das autoridades  para posterior recuperação.
Jurídico produção ocorre tanto pelas grandes produtores industriais, bem como os pequenos produtores que ainda utilizam o tradicional (anteriormente ilegal) métodos.

### Quênia
Ilegalmente destilada álcool é amplamente feita no Quênia, conhecido como "Changaa", "Kumi kumi" ou "Matar-me rápido". Ele é feito principalmente a partir do milho e produzido com reduções de fotografias feitas a partir de velhos tambores de óleo. Ele tem sido conhecido por causar cegueira e morte. Isso pode ser causado por inescrupulosos adulteração por vendedores que querem dar a bebida mais 'chute', por exemplo, a adição de ácido de bateria. Ele pode ser causado por impuros destilação. Porque o uso é tão difundido no Quênia, o governo tem pouco controle e considerou a possibilidade de legalização para evitar mortes.

### Laos
No Laos (República Democrática popular do Laos) a casa de destilação dos espíritos é tecnicamente ilegal, embora essa lei é raramente aplicada. 'Lao Lao' é o nome dado à produção de licor, e ele está bêbado abertamente, especialmente nas áreas rurais, com muitas pequenas aldeias operacional comum ainda. Geralmente fabricado de arroz, que varia de bem produzido, suave degustação de licor muito áspero espíritos com muitas impurezas.

### Letónia
Na Letónia, bebida alcoólica caseira "kandža" (45-55% vol) é, geralmente, feito a partir do açúcar, às vezes, de batatas ou também de grãos. A cerveja chaleira comumente é um velho de alumínio leite-pode (aproximadamente 40o). Normalmente, o açúcar, o fermento de padeiro e a água é fermentado por algumas semanas e, em seguida, a água destilada com a ajuda de gás-queimador ou madeira-de-panela. Cerveja de "kandža" é ilegal; no entanto, na realidade, como ele é usado para consumo próprio (não para venda) de que não há problemas com as autoridades.

### Lituânia
O lituano nome para bebida alcoólica caseira é naminė degtinė ou em curto naminė ou naminukė (naminė significa "caseiro"); também a palavra samagonas (do russo samogon) é frequentemente utilizado. Muitas vezes samagonas é curto para a samanė que connotates com a palavra samanos (significa 'musgo') como geralmente lituano bebida alcoólica caseira é feita de forma ilegal, portanto, escondendo-se na floresta.
bebida alcoólica caseira "Samanė" (i.e. nome após nome comum) é feita a partir de triticale em grão em Dzūkija região. O mosto fermentado (broga em lituano) é realizada em aço inox e reservatório destilada duas vezes o que determina a sua força de 50-90% vol e odor específico.
Na Macedônia bebida alcoólica caseira não é apenas legal, mas também é a bebida de escolha, onde é chamado de ракија (rakija). Normalmente, o bebida alcoólica caseira é feito de uvas, que são as sobras da produção de vinho, mas também feita a partir de ameixas (Slivovica). bebida alcoólica caseira é muito popular porque é comumente usada para fins medicinais. Esse processo normalmente usa diluído bebida alcoólica caseira caramelizadas com açúcar e o licor é então cozida e consumida enquanto ainda quente.

### Malawi
No Malawi bebida alcoólica caseira é comumente fermentada e destilada por mulheres em vilas e aldeias. Conhecido como "kachasu" ou "Jang'ala" em Chichewa, várias fontes de amido pode ser utilizado, incluindo as batatas, cana-de-açúcar ou de milho. Embora tecnicamente ilegal, não há nenhum estigma social associado ao consumo moderado.

### Malásia
No estado de Sarawak, bebida alcoólica caseira é chamado Langkau, que significa 'a cabana' na Iban linguagem, que é onde as pessoas cozinhá-los (ilegalmente). Langkau é feita a partir da fermentação o vinho de arroz (tuak) e cozidos em um barril com um pouco de casa pendurado no topo do barril. Alguns rural, o pessoal gosta de beber 'Langkau' em festivais e durante as horas de lazer. Em Sabah, uma bebida semelhante ao 'Langkau' é chamado de 'Montoku'.

### México
O méxico tem uma variedade de base de álcool cana-de-açúcar ou agave. O nome mais comum para a cana-de-açúcar com base bebida alcoólica caseira é 'campeã' na parte central do México ou 'charanda' em Michoacan na costa oeste. Baseadas em Agave as bebidas destiladas são geralmente denominados de 'mezcal'. No entanto, dependendo da região, pode levar os nomes de 'tequila', 'sotol', ou 'bacanora'.

### Nepal
O Nepal tem uma indígenas licor raksi (em nepali:  राक्सी) que é destilada ilegalmente em casa, bem como legalmente no rústico destilarias. O legal do produto é, geralmente, feito a partir de frutas desde há estatutos contra o desvio de grãos para longe de consumo humano. Licor destilado feito a partir de grãos também pode ser chamado de daru ou duplo-daru se destilada duas vezes. Legal raksi é raramente idade; geralmente bastante dura para o gosto. Ilegal daru pode ser mais suave, ou pode ser venenoso se inadequadamente preparadas. Não é incomum para Nepalese dizer forasteiros que a mistura não existe.
Os Nepaleses, às vezes, adicionar rakshi para chá quente, chamando a mistura "Chá da Selva'.

### Nova Zelândia
A nova Zelândia é uma das poucas sociedades ocidentais , onde a casa de destilação é legal para consumo pessoal, mas não para venda privada. Na Nova Zelândia, fotos e instruções sobre o seu uso são vendidos abertamente.
Hokonui bebida alcoólica caseira foi produzido em Southland pelos primeiros colonos, cuja (então) ilegal de destilação atividades ganhou um status lendário, consulte Hokonui Colinas. Hokonui bebida alcoólica caseira agora é produzido juridicamente e comercialmente pelo Sul da Destilação da Empresa, que recentemente começou a exportá-lo.

### Nicarágua
No país da Nicarágua, casa de bebidas destiladas são chamados de "Cususa". [koo-soo'a-sah] Cususa é feito de milho e de "dulce de tapa" (secas, melaço de cana) ou simplesmente açúcar. É destilada por meio de uma tigela com água fria (porra) colocado em cima de um tambor de metal cheio de fermentado de milho. Um tubo de canais de condensação para uma garrafa.

### Nigéria
Na Nigéria, a partir de casa de cerveja é ilegal. bebida alcoólica caseira é variadamente chamada de 'ogogoro', 'kai-kai', 'kainkain', 'Abua primeiros onze', 'agbagba', 'akpeteshi', 'aka mere', 'empurrar-me, eu empurrá-lo', 'koo koo suco', 'homem louco na garrafa', ou 'Sapele água " (particularmente no Estado do Delta), dependendo da localidade. Várias empresas que produzem bebida alcoólica caseira legalmente como "Gin' exemplos incluem a Origem, o Schnapps, Chelsea Dry Gin, etc. Após a adição de outras substâncias derivadas de plantas, o produto pode ser referido como "man powa". [carece de fontes?]

### Noruega
Devido à alta tributação do álcool, bebida alcoólica caseira de produção—principalmente a partir de batata e o açúcar, continua a ser um popular, ainda que ilegais, na maior parte do país. [carece de fontes?] Moonshining ocorre a Médio e Norte-norueguês particularmente as regiões e áreas rurais em geral. Norueguês bebida alcoólica caseira é chamado de "hjemmebrent" ou "heimebrent" (que se traduz em inglês como "casa queimada"), às vezes também "heimkok"/"himkok" (que significa "caseira") ou "heimert"/"himert" (gíria), "em branco vara" ou "em branco fløte" (que significa "limpar coisas" ou "limpar creme") e a mash é chamado de "sats". Em partes rurais do leste da Noruega, é também referido como "ni-seks"(que significa "nove-seis", referindo-se ao teor de álcool de 96% ABV) como um comum bebida alcoólica caseira variante é retificada espíritos das batatas. No condado de Telemark mash é também referido como "bæs". Uma forma mais contemporânea de nome é "sputnik" após os satélites da urss, uma brincadeira que o licor é força poderia enviar uma em órbita. Nos velhos tempos em Finnskogen eles chamado mash Skogens vin ("Vinho da floresta"), um nome usado por pessoas mais pobres, sem acesso a equipamento de destilação. Ao falar para os estrangeiros, alguns Noruegueses usam o termo "coisa " local", a respeito do destilado. Na Noruega, bebida alcoólica caseira é comumente misturado com o café, e, às vezes, uma colher de açúcar. Esta bebida é conhecida como karsk, e tem um especial para o médio e norte-norueguês regiões, mas também é apreciado em outro lugar. Uma piada comum é que a tradicional mistura foi feita por fermentação o mais forte, o mais densa possível café, em seguida, colocando a 5 Øre peça (uma moeda de cobre do tamanho e da cor de um pré-decimalization inglês centavo, não está mais em circulação) em um copo. Adicione o café para o copo até que a moeda não pode ser visto, em seguida, adicionar hjemmebrent, direto do alambique, até que a moeda pode ser vistos novamente. Suco de maçã também é comum a bebida que mistura, como é dito para "matar o sabor" do mau bebida alcoólica caseira.
Enquanto a cerveja é permitido na Noruega, a destilação é não. A posse de equipamentos com capacidade de destilação também é ilegal.

### Paquistão
O álcool é estritamente licenciado ou de outra forma ilegal no Paquistão. No entanto não regulamentada de produção nas áreas rurais prospera. Os produtos incluem tharra e suas variantes, incluindo o que é ironicamente conhecido como "Hunza água" e rudimentar, cervejas feitas de cevada, centeio e outros cereais misturas. Alguns brandy também é produzido no norte, onde a fruta é mais prontamente disponíveis. O metanol contaminação é um problema sério em algumas regiões.

### Panamá
Em distantes áreas rurais do Panamá, o ilegal de bebidas é conhecido como "chirrisco" ou "chicha fuerte", e é altamente perseguido pela lei, pois é uma preocupação de saúde pública. Ele geralmente é feito de qualquer tipo de fruta, mas é especialmente preparado de arroz ou de milho. Sem escrúpulos ou ignorante destiladores, muitas vezes adicionar uma bateria de automóvel de ácido ou de produtos químicos tóxicos para aumentar a potência, o que leva à intoxicação e problemas de saúde graves. De fato, descartada herbicida recipientes são utilizados para armazenar chirrisco.
Doce de cana-de-licor também é muito famoso e altamente contra a lei, principalmente feito e consumido na península de Azuero área, é conhecido como "guarapo". É fermentado enterrado no solo por cerca de um ano depois destilada até 3 vezes. Esta é uma tradição bem conhecida por alguns espanhol descendente da península passados de gerações.
[carece de fontes?]

### Peru
O Peru é um dos poucos países onde o destilado é completamente legal. A produção e venda de caseiros, bebidas alcoólicas é totalmente desregulado e o seu consumo é comum nas refeições diárias. Pisco é um dos mais comuns bebidas alcoólicas no Peru, apesar de diferentes tipos de chicha, com os seus, geralmente, baixo teor de álcool, que são os mais populares bebidas alcoólicas no país, com variações regionais, comuns em todas as áreas. Até mesmo as crianças pequenas gostam de chicha, como comumente como crianças em outros países podem beber suco. Isto é especialmente verdadeiro para os não-alcoólicas chicha morada (roxo chicha), amado por crianças e adultos. O baixo teor de álcool raramente causa embriaguez ou dependência, mesmo em crianças pequenas. A Chicha era também consumido pelos antigos Peruanos, antes dos Incas"império; aparentemente, foi consumida por Chavín De Huantar, uma das primeiras culturas no Peru.

### Filipinas
Lambanog é destilada a partir do sap ou de coco, flor ou de nipa do fruto da palmeira. Versões comerciais—geralmente 80 a 90—prova são amplamente disponíveis, mas o caseiro lambanog pode ser encontrado no coco-regiões produtoras do país.

### Polônia

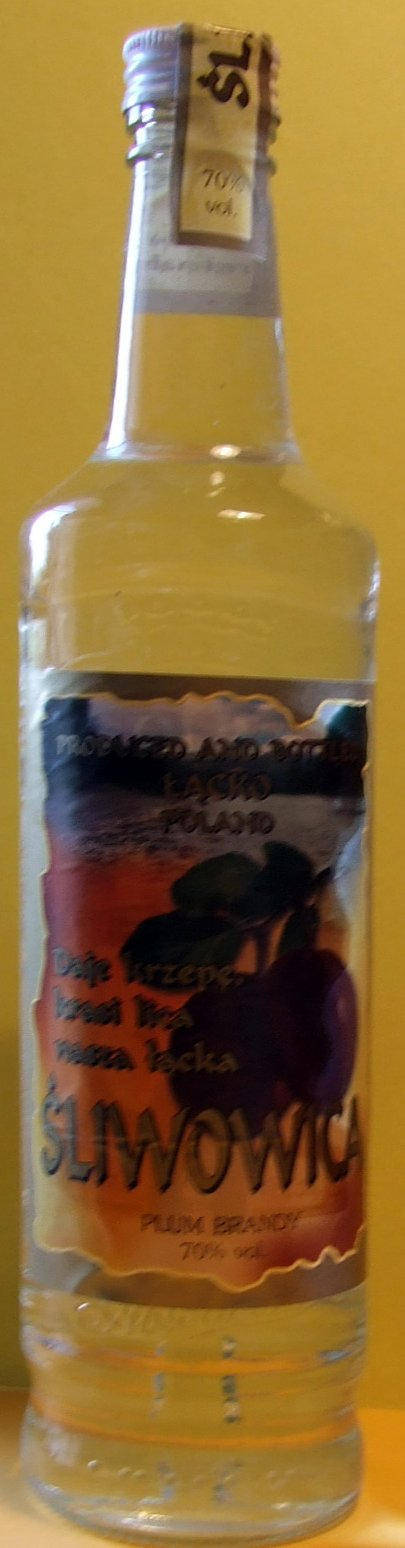
Garrafa de Łącka Śliwowica,

O nome polonês para bebida alcoólica caseira é bimber; embora a palavra samogon (do russo) também é utilizada. Muito menos comum, é a palavra księżycówka, que é mais ou menos equivalente a "bebida alcoólica caseira", sendo uma derivação nominal da palavra księżyc, "lua". A tradição de produção de destilado pode ser traçada de volta para a Idade Média , quando taberna proprietários de fabricação de vodka para o local de venda de grãos e de frutas. Mais tarde, outros meios foram adotadas, particularmente aqueles baseados na fermentação do açúcar pela levedura. Alguns dos bebida alcoólica caseira é também feita a partir da destilação de ameixas e é conhecido sob o nome de śliwowica,. O plum bebida alcoólica caseira feitos na área de Łącko (Sul da Polônia) chamado Łącka Śliwowica, ganhou fama em todo o país, com os turistas que viajam longas distâncias para comprar uma ou duas garrafas de licor forte. Por causa do clima e da densidade da população, a maior parte da atividade ocorreu dentro de casa.
Na Polônia, a receita mais simples para a produção de destilado por fermentação, de levedura com o uso de 1 quilograma de açúcar, 4 litros de água e 10 dag (= 100 g) de fermento é brincadeira, abreviado como 1410 – o ano da Batalha de Grunwald, o mais famoso vitória do Reino da Polônia, o Grão-Ducado da Lituânia e de seus aliados sobre os Cavaleiros da Ordem Teutônica na Idade Média.
É ilegal para a fabricação de destilado na Polônia, tal como foi confirmado pelo Supremo Tribunal de justiça acórdão de 30 de novembro de 2004. Venda de casa-feito o álcool é também um imposto crime como há um imposto de consumo imposto sobre a venda de álcool, e não há nenhuma provisão para essas fabricação de álcool ilegalmente para pagar esse dever, se quiserem. Na realidade, a lei não é coerente, por exemplo o das autoridades tolerância para com a grande escala de fabricação e a venda de Śliwowica, Łącka. Os pequenos conjuntos para a casa de destilação, também pode ser facilmente comprado em qualquer produto químico loja de vidro com qualquer tipo de controle.

### Portugal
Em Portugal, o tipo mais comum de destilado é uma bebida comumente chamado de bagaço. A palavra refere-se a bagaço, mosto de uva e caules esquerda através da produção de vinho, que é destilado para produzir esse espírito que leva o mesmo nome. Quando envelhecidos em cascos de carvalho, adquire uma cor laranja, semelhante ao whisky, e reforçada sabor. Isso é chamado de bagaceira. No Algarve, medronheiros (Arbutus unedo) é endêmica, e o seu fruto fermenta no seu próprio tempo ainda na árvore. A bebida é feita a partir do que chamou de medronho.

### Porto Rico
O comum Puerto Rican prazo para bebida alcoólica caseira rum é pitorro, do Andaluz termo "pintorro", dado a um vinho branco (ou rum, perto da cachaça-produção de cana-de-açúcar campos de Málaga)- de qualidade inferior, que tem algumas de uva (no caso do vinho) ou melaço (no caso de rum) de coloração.

### Roménia
Na Roménia, ameixa brandy é chamado țuică (tzuika), rachiu (raki) ou palincă (palinka), dependendo da região em que é produzido. Ele é preparado por muitas pessoas em áreas rurais, o uso de métodos tradicionais, tanto para o consumo privado e para a venda. A produção é assunto para o governo de inspeção, para fins de cobrança do imposto de álcool; não declarado destilarias, mesmo para uso pessoal, são ilegais. Alguns țuică é vendido em mercados ou feiras e até mesmo em supermercados.

### Rússia
O russo de nome para qualquer caseira bebida alcoólica destilada é chamado samogon (ru: самогон), que significa "auto-destilada", literalmente, "auto-ran"; (гнать - gnat " é a palavra russa para fazer alguém executar; -gon é derivada de). Historicamente, foi feita a partir de malte em grão (e, portanto, semelhante ao whisky), mas este método é relativamente rara hoje em dia, devido ao aumento da disponibilidade de mais conveniente da base de dados de ingredientes, como o açúcar de mesa, que os modernos samogon é mais freqüentemente feito. Outros ingredientes comuns incluem beterrabas, batatas, pão ou frutas diversas. Samogon inicial de destilação é chamado pervach (ru: первач), traduzido literalmente como "a primeira" – ela é conhecida por sua alta qualidade (puro álcool evapora no início do processo, mas as impurezas não; ao longo do tempo impurezas evaporar-se, assim, que o resto do lote não tão limpo). A produção de samogon é difundido na Rússia. Sua venda está sujeita a licenciamento. Não autorizada a venda de samogon é proibido, no entanto, a produção para consumo pessoal foi legal, desde 1997, na maior parte do país. Samogon muitas vezes tem um forte odor repulsivo, mas devido à barato e rápido de produção, e a capacidade de personalizar o sabor da bebida, é relativamente popular. Pervach é conhecida por ter pouco ou nenhum cheiro.
Samogon é uma das mais populares bebidas alcoólicas no país. Ele concorre diretamente com vodka, que é mais caro (em parte, devido aos impostos sobre destilada, álcool), mas contém menos impurezas. Um estudo de 2002 concluiu que, entre as famílias rurais na região central da Rússia, samogon era a bebida alcoólica mais comum, seu consumo per capita exceder o consumo de vodka 4,8 a 1. O estudo estimou que, na época, era de 4 a 5 vezes mais barato para a fabricação caseira samogon de açúcar do que para comprar uma quantidade equivalente de vodka. Desde então, o preço da vodka foi subindo acima da taxa de inflação. A partir de 2011, o custo típico de produção de caseiro samogon está na ordem dos 30 rublos (aprox. 1 dólar) por litro, principalmente determinado pelo preço do açúcar. O ponto de equilíbrio custo de "classe econômica" vodka é 100 rublos/litro, mas a tributos federais aumentar preços de venda a retalho de quase três vezes, para 280 rubles/litro. Possivelmente, devido ao aumento de impostos, o consumo per capita de vodka na Rússia tem vindo a cair desde 2004. Ele tem sido amplamente substituído com samogon marginal entre classes. Alguns analistas a previsão de que a tendência vai resultar em um aumento na adoção de samogon entre a classe média e, até 2014, samogon irá ultrapassar vodka como a bebida alcoólica mais comum em todo o país.
Em 2016, estima-se que a quota do mercado negro do licor de vendas na Rússia caiu para 50 por cento em 2016, 65% em 2015 e vende para cerca de um terço de vodka vendidos em lojas.
Na Arábia saudita, onde o álcool é proibido, mercado negro de álcool, normalmente destilada a partir da fermentação do açúcar na água, é mais conhecido como "Aragh" ("عرق", em árabe). 'Sidiki" ou " sid " também são comumente reconhecidos termos. "Sid" muitas vezes é produzido pela fermentação do suco de fruta e açúcar, após a destilação é comumente corte 2-3 partes de água : 1 parte de "Sid". [carece de fontes?] soldados Americanos, em Americana, bases militares, e o Sul-coreano trabalhadores na Arábia saudita criar improvisado bebida alcoólica caseiras de água, frutas (limão e laranja), e levedura.

### A escócia
Ilicitamente produzidos whisky da Escócia é chamado peatreek. O termo refere-se à fumaça (ou cheirar) infundido na bebida por secagem do malte de cevada, sobre a turfa fogo. "Turfa Fedor" é também o nome de marca de um legais, comercialmente disponíveis whisky.
A produção dos espíritos, na Escócia, requer relevante licenças especiais de consumo, como no resto do reino UNIDO.

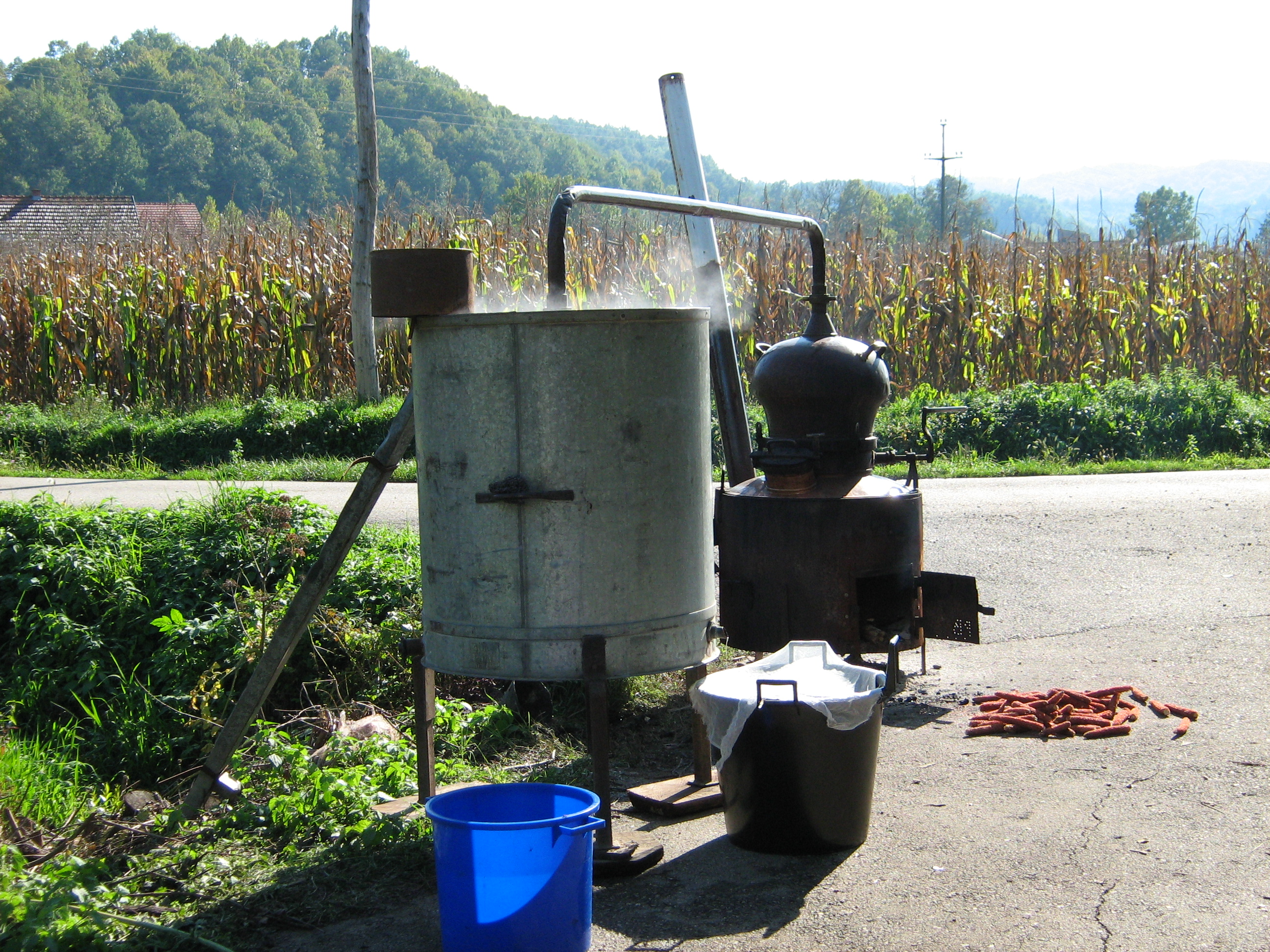
bebida alcoólica caseira destilaria na Sérvia

Muitos tipos de destilado são produzidos na Sérvia, mesmo que eles são quase que exclusivamente de frutas-com base, feita em panela de-fotos e comumente referido como rakija. Šljivovica (aguardente de ameixa) é o mais popular, mas aguardentes com base em outros frutos, tais como breskovača (aguardente de pêssego), kajsijevača ou kajsijara (apricot brandy), viljamovka (aguardente de pera), jabukovača (aguardente de maçã) e dunjevača (marmelo brandy). A qualidade do produto pode variar de mal produzido baixa ABV brlja (baixo matérias conhaque) para barril de carvalho, com idade de boa qualidade rakija que é superior à maior parte do mercado comercial. Rakija é prontamente disponível em mercados abertos, mesmo nas grandes cidades, assim que encontrar um produtor de um produto de qualidade é o único verdadeiro desafio no processo. Houve uma escassez de relatos de intoxicação, o que indica um alto nível de segurança de produto derivado de uma longa tradição. Enquanto a maioria do que é produzido na agricultura regiões (centro e norte), bebida alcoólica caseira está sendo produzido em todo o país e seria duramente pressionado para encontrar uma vila sem pelo menos um pote ainda. Rakija não é comumente usado para misturar com outras bebidas, como ele é considerado uma multa de bebida em si, mas algumas pessoas têm sido conhecida a bebida beton (traduzido literalmente como concreto), que é um tiro de vidro de baixa qualidade šljivovica caiu dentro de um copo de cerveja.
Até recentemente, rakija tinha a imagem de uma classe baixa de categoria de bebidas, não é comparável ao das importações estrangeiras, como uísque ou cachaça. Um recente surto de nacionalismo reintroduziu rakija como um apreciador da bebida para o público em geral e elegante bares que o estoque de qualidade rakija em muitas variedades de ter aberto nas principais cidades' clubbing distritos.

### Eslováquia
O termo comum de referência para bebida alcoólica caseira na Eslováquia é domáce, que significa "feito em casa"; ou páleno, o que se traduz, grosso modo, como "queimado", derivado do processo de queima durante a destilação.
Comum bebida alcoólica caseira na Eslováquia é slivovica, às vezes chamado de aguardente de ameixa em inglês. É notório por seu forte, mas agradável cheiro entregue por ameixas a partir do qual é destilada. O valor típico de álcool é de 52% (pode variar de entre 40% a 60%). O caseiro slivovica é muito valorizado. Ele é considerado um fino espírito de qualidade comparado com os produtos industriais, que são geralmente mais fracos (em torno de 40%). Hoje em dia, esta diferença de qualidade é a principal razão para a sua produção, ao invés de incluir somente a questões econômicas. Uma garrafa de um bom caseiro slivovica pode ser um dom precioso, uma vez que ele não pode ser comprado. A única maneira de obtê-lo é ter os pais ou amigos, em áreas rurais que fazem isso. Slivovica às vezes é usado também como um remédio popular para curar as fases iniciais de frio e outras pequenas dores. Ainda que em pequena escala de produção doméstica é ilegal, o governo parece tolerar isso. Várias outras frutas são usadas para produzir semelhante aguardentes caseiras, nomeadamente peras – hruškovica e cerejas selvagens – čerešňovica.
Outro comuns tradicional eslovaco bebida alcoólica caseira é chamado borovička, destilada a partir de bagas de zimbro ou de pinho. O seu sabor, embora muito mais forte, semelhante gin e pode chegar a 50% a 70% de teor alcoólico.

### Eslovênia
Na Eslovênia, especialmente na parte ocidental, bebida alcoólica caseira é destilada a partir da fermentação de uvas restantes da produção de vinho e açúcar, se necessário. Ele é chamado de tropinovec (tropine, meio espremido uvas meio secas, no oeste do país). Šnops ou Žganje, como seu conhecido de outra forma, geralmente é destilada a partir de peras, ameixas e maçãs. Porque ele tem em torno de 60-70% do álcool é muitas vezes misturado com água fervida para torná-lo mais leve (vol. 50%). Tropinovec raramente é bebido em grandes quantidades. Ele é muitas vezes misturada com frutas (cerejas, peras, etc.) para cobrir o forte odor e sabor, ou ervas (erva-doce, Lobo bane, etc.) para a alternativa de tratamento médico. Casa de destilação é legal na Eslovénia. Ainda os proprietários são obrigados a registar-se e pagar os impostos especiais de consumo (cerca de 15 USD para 40-100 l stills e 30 DÓLARES para fotos maiores do que 100 l). Havia 20,539 casa registados destiladores em 2005, de mais de 28.000 em 2000.

### Ilhas Salomão
Nas Ilhas Salomão ilegal de bebidas alcoólicas conhecido como Kwaso é destilada e amplamente consumidos. É muitas vezes de baixa qualidade e é pensado para ter causado a morte, cegueira e problemas de saúde graves.

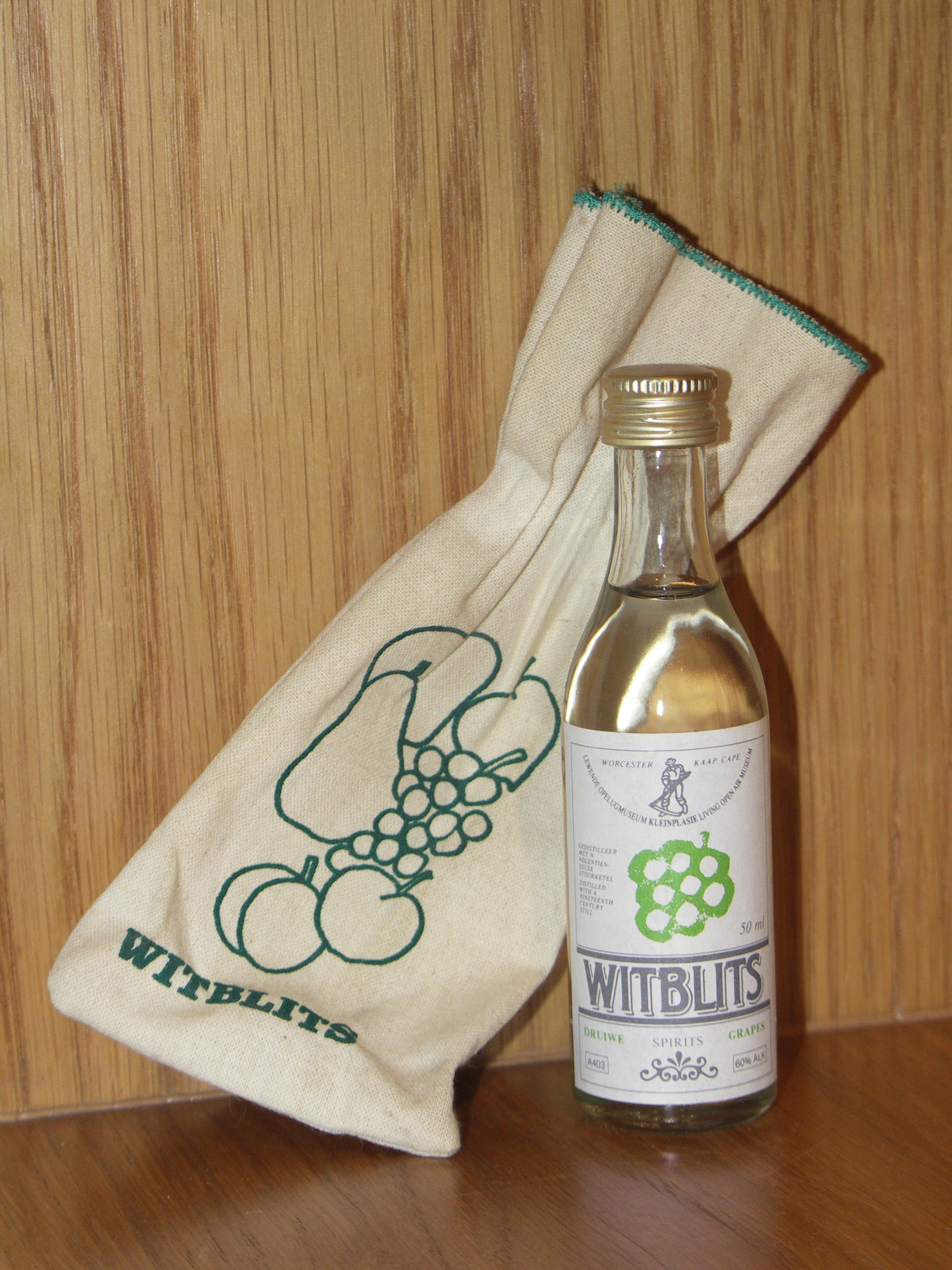
Uma pequena garrafa de witblits

Na África do Sul bebida alcoólica caseira feita a partir de frutas (principalmente pêssegos ou marulas) é conhecido como mampoer (nomeado após a Pedi - chefe Mampuru). O equivalente ao produto feito a partir de uvas é chamado witblits (white lightning). Witblits tem uma longa história na Província de Western Cape (mais de 200 anos) e muitos produtores têm orgulho de seu produto, que é amplamente disponível a partir de lojas de bebidas e em mercados de fazendeiros. Mais witblits é de uma qualidade muito alta em comparação a típica bebida alcoólica caseira em todo o mundo e geralmente é comparável à grappa. Uma licença é necessária para destilar álcool na África do Sul. Um número limitado de "património cultural" pequenos destiladores são licenciados.

### Espanha
Mais da bebida alcoólica caseira, na Espanha, é feita como um subproduto da produção de vinho por destilação espremida peles das uvas. O produto básico é chamado de orujo ou aguardente. O caseiro versões são geralmente mais forte e com maior teor alcoólico, mais de 40% do que as versões comerciais normalmente têm. Começando com orujo há um incontável número de misturas e sabores ao redor. Normalmente a adição de ervas, especiarias ou de frutas, ou frutas, ou mistura de destilado com outros destilados. Os mais conhecidos são provavelmente: Pacharán, o licor de café e orujo de hierbas (chá misturado com orujo).

### Sri Lanka
No Sri Lanka, a partir de casa de cerveja é ilegal. No entanto, este é um lucrativo negócio secreto em muitas partes da ilha. Bebidas proibidas é conhecido por muitos nomes; 'Kasippu' é o mais comum e aceito o nome, 'Heli Arrakku' (arcaico termo significa Pote de Bebidas alcoólicas), 'Kashiya' (que é um animal de estimação nome derivado de mais mainstream prazo Kasippu), 'Vell Beer" (cerveja, do campo de arroz), 'Katukambi', 'Suduwa' (ou seja, a substância branca), 'Galbamuna', 'Gahapan Machan" (que significa beber, mate), vell fanta, dependendo da localidade. As matérias-primas utilizadas na produção são, principalmente, branco comum de açúcar (de Cana-de-açúcar) ou frutas locais especiais para brew kasippu fabricado no Sri Lanka, fermento e uréia como fonte de nitrogênio. [carece de fontes?]

### Sudão
No Sudão, todos produzidos internamente bebidas alcoólicas destiladas pode ser considerado bebida alcoólica caseira, por conta de uma proibição geral de álcool de acordo com as demandas dos Islamistas para o estabelecimento da Sharia. No entanto, a produção continua a ser generalizada, particularmente nas áreas rurais do país, predominantemente, na forma de araqi, produzido a para encontros e eventos.

### Suécia
A bebida alcoólica caseira na Suécia, é conhecido como hembränt em sueco (literalmente "casa queimada") com o comum apelidos como HB e skogsstjärnan ("a estrela da floresta") ou bem-humorado nomes como garagenkorva (um trocadilho de "garagem" e "Koskenkorva") e Folksprit (bebida do povo). Como o produto desejado é neutro espírito (assemelhando-se a vodka), o "mash" é normalmente uma mistura de açúcar e o fermento na água que é uma destilação simples, seguido de filtração em carvão ativado depois de ser diluída a 30%-50% ABV como maiores pontos fortes diminui a eficiência da filtragem. Às vezes, o congelamento de destilação é usado para fazer aguardente de maçã ou outras bebidas com menor teor alcoólico. Sem licença de fabricação, transferência e posse de água destilada álcool é ilegal na Suécia, como é a fabricação, a transferência e a posse de fotografias ou peças de fotos destinados a licenciados fabricação de álcool. A fabricação, a transferência e a posse de mash destinado a esta finalidade também é ilegal. Devido a descontraído importar regulamento, desde 2005, de negócios diminuiu. bebida alcoólica caseira é mais socialmente aceito no campo, onde é produzido para consumo próprio, em vez de para a venda.

### Suíça
Na Suíça, o absinto foi proibido em 1910, mas de destilação contínua por meio underground ao longo de todo o século XX. O Suíço proibição constitucional de absinto foi revogada em 2000, durante uma geral reforma da constituição nacional, mas a proibição foi escrito na lei ordinária, em vez disso. Depois que a lei foi também revogada, então a partir de 1 de Março de 2005, o absinto é novamente legais no seu país de origem, depois de quase um século de proibição. O absinto é agora vendidos não só na Suíça, mas é mais uma vez destilada em sua Val-de-Travers berço, com Kübler e La Clandestina Absinto entre os primeiros novas marcas para emergir, embora com um metro de património.
O álcool conteúdo da variação desses legal absinthes em seus primeiros anos de existência, é interessante notar. Considerando que o pré-2005 bootleg absinto geralmente clock em 65-70% de álcool por volume (ABV), os primeiros legal absinthes estavam alinhados no 42-45% ABV de outras doméstico comum espíritos, tais como frutas schnapps. Isto provou falta no gosto de intensidade para uma bebida que está bêbado diluída como uma regra, e, até 2010, a maioria dos Suíços absinthes contidas algo nas linhas de 54% ABV, alguns sendo de volta para a pré-força de 2005, que é de 65%, às vezes até 72% ABV.
Na Tailândia, bebidas alcoólicas caseiras, mais comumente destilado de arroz glutinoso, é chamado lao khao (เหล้าขาว; literalmente "licor branco") ou oficialmente sura khao (สุราขาว). Às vezes é misturado com várias ervas para produzir um medicamento de bebida chamada yadong (ยาดอง; literalmente "fermentado de ervas (em álcool)").
Yadong é preparado pela mistura de lao khao com várias ervas e permitindo que a mistura fermente por 2-4 semanas antes de usar. Algumas pessoas afirmam que ele ajuda a recuperar a força. Estes dias diminuir se você pode achar yadong misturados que reduzem significativamente o tempo necessário para produzir o produto final.

### Trinidad e Tobago
Em Trinidad e Tobago, um ilegalmente destilada rum é produzido, conhecido como ba-bash, bush rum ou mountain dew. Ele é essencialmente feita a partir da fermentação da cana-de-açúcar. O "stills" usadas são muito semelhantes aos utilizados na América do Norte. Embora o ba-bash seja ilegal em Trinidad e de Tobago é prontamente disponível se tiver os contatos certos.

### Tunísia
Boukha é um espírito produzido a partir de figos na Tunísia. Seu nome significa "álcool de vapor" em um dialeto Judaico-árabe da Tunísia. É obtido pela destilação simples do Mediterrâneo figos da Tunísia. Sua porcentagem de álcool varia entre 36 e 40 por cento.
Boukha é consumido seco, em temperatura ambiente ou fria. Ele também pode servir como base para muitos coquetéis, sabores e salada de frutas ou beber comendo uma refeição à temperatura ambiente.

### Turquia
A bebida alcoólica caseira Turca é chamada de Raki. Às vezes ele é aromatizado com anis. O nome, entretanto, não implica ilegal de destilação, como lá são legais destilarias que produzem raki. Real "bebida alcoólica caseira" a partir de fontes clandestinas que são caseiros a partir de uvas, figos, amoras ou sourcherries são populares no sul chamado "Boğma". Um muito distinta, fonte pura de 100%  das bebidas alcoólicas caseiras feitas por moradores de ascendência árabe é o distrito de Samandağ na Província de Hatay, próxima da Síria. Boğma também é feito pela e muito popular entre a população Árabe na cidade de Adana, especialmente o bairro de Güneşli.

### Uganda
Waragi é um bebida alcoólica caseira de gin produzido a partir de bananas e muitas vezes armazenados em garrafas de água. Em bebida alcoólica caseira forma, ele está bêbado, principalmente, por pessoas que não podem pagar, disponível comercialmente, o álcool, apesar de existirem várias marcas que usam o termo "waragi" em seus nomes.  Em abril de 2010, mais de 80 pessoas foram envenenadas em Kambala distrito depois de consumir waragi atado com metanol.

### Estados Unidos

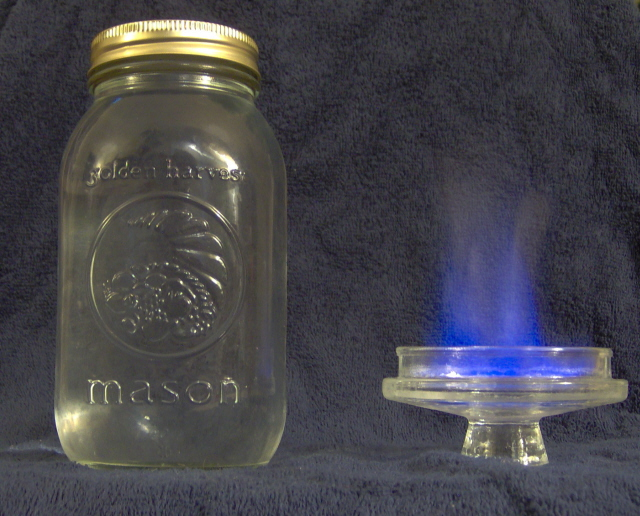
Um típico frasco de bebida alcoólica caseira. Era uma vez erroneamente acreditavam que a chama azul significava que era segura para beber.

Enquanto a destilação caseira é ilegal nos Estados Unidos, continua a ser praticado, principalmente na Appalachia. O produto é às vezes chamado de white lightning, porque ele não é idade e é geralmente vendido em alta álcool prova, muitas vezes, envasada em frascos de Pedreiro. Um típico moonshine ainda pode produzir 1000 litros por semana e lucro líquido de us $6000 por semana para o seu proprietário. A simplicidade do processo, e a fácil disponibilidade de ingredientes-chave, tais como o milho e o açúcar, fazer a execução difícil. No entanto, a vantagem de preço que moonshine uma vez realizada ao longo de sua vendidos legalmente, a concorrência tem caído. No entanto, mais de metade o preço de venda de uma garrafa de aguardente normalmente consiste de impostos. Com a disponibilidade de hotéis baratos refinado, açúcar branco, moonshiners pode fazer produto vendável para uma fração do preço de tributado e legalmente vendidas bebidas alcoólicas destiladas. Algumas pessoas também usam moonshine álcool para ervas tinturas.
O número de jurisdições em que a proibição de vendas de bebidas alcoólicas tem vindo a diminuir gradualmente, o que significa que muitos dos ex-moonshine os consumidores estão muito mais perto de uma legal de álcool no sangue de venda do que antes. Muitos legal bebidas destiladas, geralmente neutro espíritos ou uísque de milho, com nomes evocando moonshine existem, tais como o Ônix Moonshine, Virginia Relâmpago, Geórgia Lua de Milho Uísque, Ole Smoky Tennessee Moonshine, e Junior Johnson's Midnight Moon eram produzidos comercialmente e vendidos em lojas de bebidas, geralmente embalados em um jarro de barro ou de vidro frasco de vidro. Embora estes produtos podem referir-se como "moonshine" o álcool que é legalmente vendido, não pode exatamente ser chamado de "moonshine" pela natureza do termo.
A produção do moonshine sempre foi muito popular no sudeste dos Estados Unidos, especialmente em comunidades agrícolas, em parte porque os agricultores a produzir (milho, cevada, maçã, uvas, etc.) para tornar ilegal de bebidas alcoólicas. Em alguns casos, os agricultores utilizam produtos que pode vender para fazer moonshine para um lucro. Longas penas de prisão para aqueles que estão presos fabricação ou distribuição ilegal de álcool faz moonshiners esconder a sua ainda sites em locais secretos. Fotos são exclusivas engenhocas que tipicamente consistem de vários tambores metálicos, tubos de cobre, e de fontes de calor que o calor da sopa de açúcar, amido e de frutas ou de grãos produto. O peso e o tamanho total de fotografias faz com que a dissimulação difícil. Isto levou a que muitos moonshiners para ocultar a sua ainda sites em muito inteligente locais; a maioria destes moonshiners refugiar-se profundamente em os sertões da América, em celeiros abandonados, além de estruturas subterrâneas e túneis. Um exemplo clássico do underground ainda sites que ainda são utilizados hoje em dia, é o uso de velho abandonado túneis de mineração. Esta ideia começou na antiga mineração de cavernas no estado do Tennessee, logo após a guerra civil. Ilegal destiladores usaria essas cavernas, porque a cobertura adequada que os protegiam de ser descoberto pelos policiais. Os moonshiners também preferiam o uso de cavernas, devido à abundância natural de água que as cavernas forneciam; que é um ingrediente chave para o licor. Essas cavernas eram usadas para a fabricação de moonshine até ao século XX.
Durante proibição (que durou de 1920 a 1933), a venda, a fabricação e distribuição de bebidas alcoólicas foi severamente restringida. Esta nova sanção legal criou uma avalanche de distribuição ilegal de bebidas alcoólicas e o destilado, que alguns agricultores, e destiladores ilegais seria chamada a idade de ouro de moonshining. Desde que o álcool foi ilegal, os moonshiners e contrabandistas enfrentou uma alta demanda para o licor, que lhes permitia ter um monopólio sobre o comércio de álcool nos Estados Unidos. A Grande Depressão de 1929 a 1939—também contribuiu para a popularidade de moonshining nos Estados Unidos. Durante esse período de dificuldades econômicas, muitos Americanos se virou para a fabricação e distribuição de produtos ilegais. Nos estados do sul, alguns moonshiners venderam seu produto para contrabandistas, que a transportou todo o país, muitas vezes a venda para o crime organizado, tais como o de que a execução por Al Capone.
Recentemente entrou em proibição, houve histórias de criadores de bebida alcoólica caseira utilizam em seu produto como um poderoso combustível automotivo, geralmente para fugir de agências de aplicação da lei, enquanto a entrega de seu produto ilegal. O esporte de corridas de stock car tem o seu início quando bebida alcoólica caseirars teria de modificar seus automóveis para fugir governo federal, receita agentes. Junior Johnson, um dos primeiros pilotos de stock car das montanhas da Carolina do Norte, que foi associado com a execução bebida alcoólica caseira, tem mesmo "ido legítimo" por marketing, juridicamente produzido de grãos de álcool, que é feito pela primeira legal destilaria no estado. Stokesdale, uma cidade não muito longe de onde a destilaria está localizado, mas o Moonshine ainda está em seu selo oficial da cidade para refletir a história do licor de milho no passado da cidade.

### Vietnam
A bebida alcoólica caseira feita a partir de levedura fermentada de arroz é chamado rượu, que também é o nome comum para o álcool.

### País de Gales
Galês bebida alcoólica caseira do País de Gales é simplesmente chamado de "Chwisgi" ou Llaeth Mwnci (macaco de leite). A tradição do tráfico ilícito de destilação não é tão forte, como na Irlanda ou na Escócia.